# Madiha Yousri
Madiha Yousri (em árabe: مديحة يسري), (nascida Ghanima Habib Khalil (3 de dezembro de 1921 – 30 de maio de 2018) foi uma atriz egípcia. Ficou conhecida por vários papéis no cinema egípcio, atuando também em várias produções televisivas. Na política, Madiha apoiou para presidente do Egipto, Abdel Fattah el-Sissi no Movimento 26 de Julho.

## Carreira
Iniciou sua carreira quando foi descoberta pelo diretor egípcio Mohamed Korayem.

Em 1969, ela chegou a ser membro do júri do 6º Festival Internacional de Moscou.

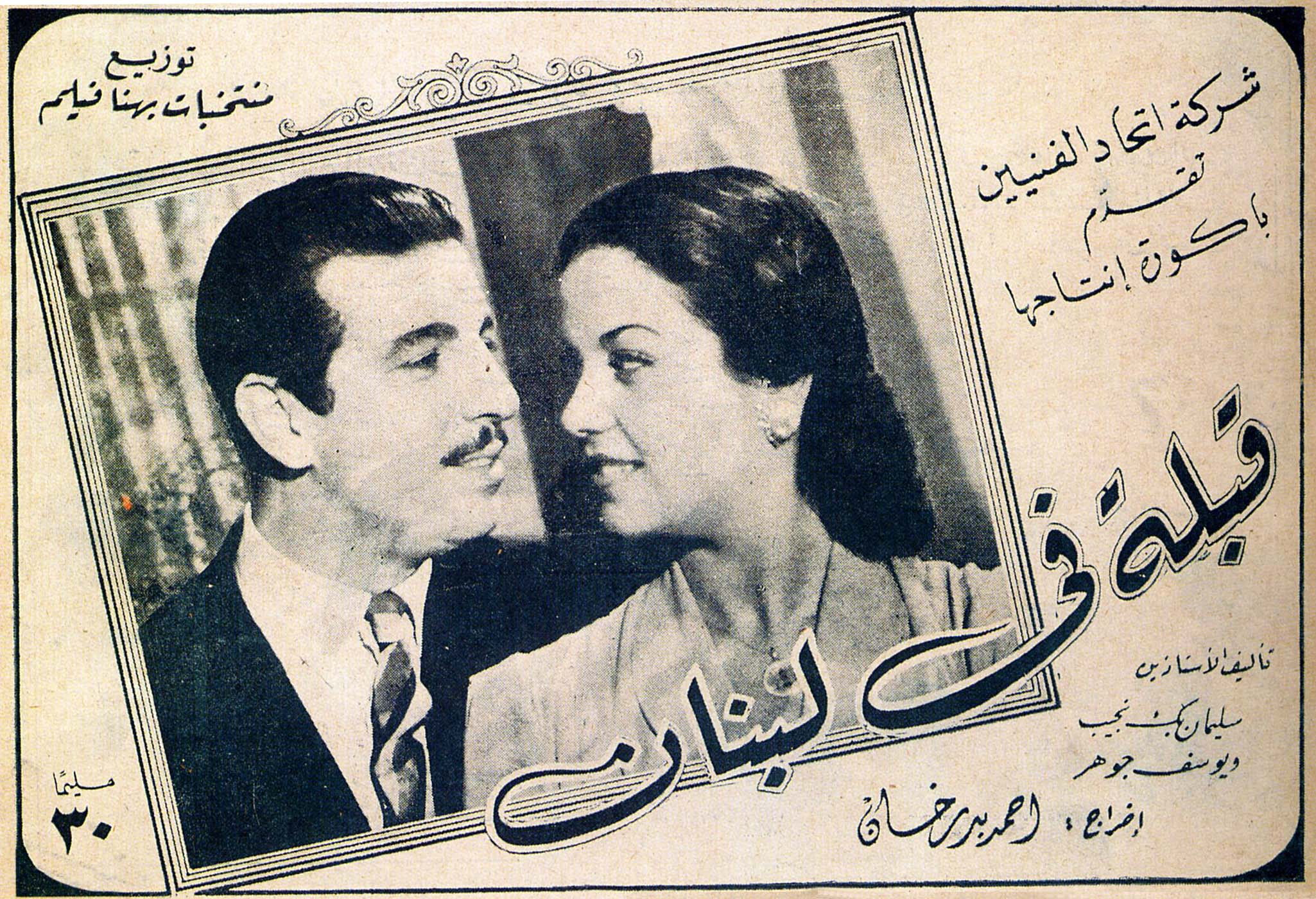
Madiha Yousri com Anwar Wagdi no cartaz do filme Kubla fi Lubnan.

## Morte
Em 30 de maio de 2018, Madiha morreu em um hospital egípcio depois de sofrer de doenças crônicas aos 96 anos de idade.

## Filmografia
- 1947 – Azhar wa Ashwak (أزهار وأشواك)
- 1952 – Lahn al-Kholood (لحن الخلود)[4]